# Rhododendron womersleyi
Rhododendron womersleyi är en ljungväxtart som beskrevs av Herman Otto Sleumer. Rhododendron womersleyi ingår i släktet rododendron, och familjen ljungväxter. Inga underarter finns listade i Catalogue of Life.